# 天主教南昌总教区
天主教南昌總教區（拉丁語：Archidioecesis Nanciamensis；中國官方教會稱為：江西教區）是天主教在中國江西省設立的的一個總教區，屬於江西教省。

## 概況
1946年4月11日，聖座在中國設立聖統制，南昌宗座代牧區升格為南昌總教區，屬於江西教省。江西教省屬下管辖有四個教區，分別是：
- 吉安教區
- 余江教區
- 赣州教區
- 南城教區

1950年，南昌總教區信徒人數為25,996人、18個堂區、65座聖堂、36位司鐸（13位教區司鐸、23位修會司鐸）和47位修女。教座位於江西省南昌市松柏巷罗家堂路82号的松柏巷聖母無原罪主教座堂，又稱為西湖天主教堂。現時，總教區主教為李稣光，輔理主教為彭衛照。

## 历史

### 早期發展

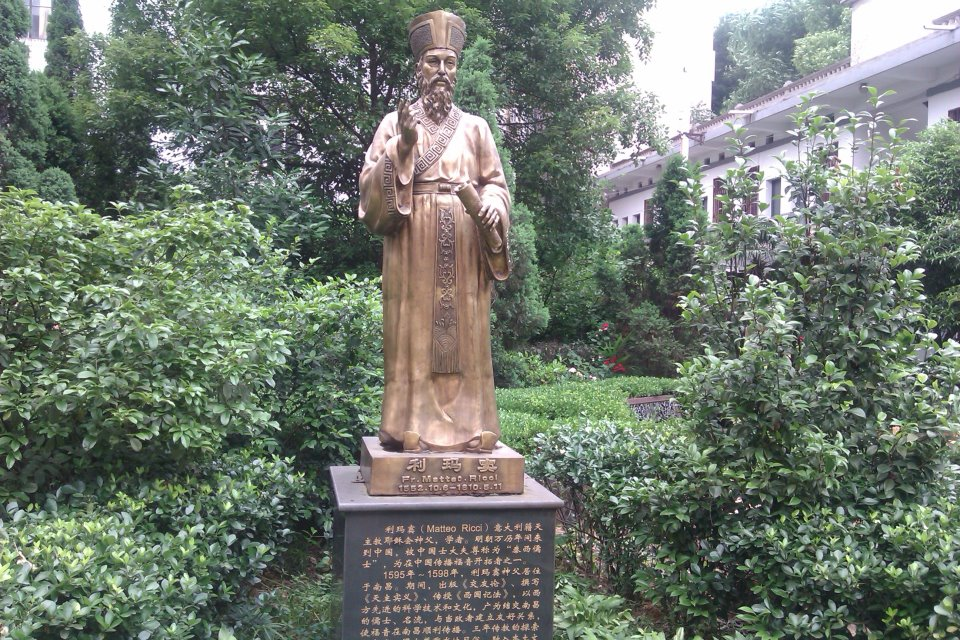
利瑪竇塑像，位於天主教南昌總教區主教座堂

1585年（明萬曆13年），義大利籍耶穌會會士羅明堅與麥安東跟隨肇慶知府王泮前往江西、浙江紹興等地考察且在南昌府展開傳教，是天主教首次傳入江西。1595年（萬曆23年）利瑪竇藉口為一位北上任職官員之子治病，獲得去南京的機會。但是到了南京以後，利瑪竇陪同的官員對他逐漸失去興趣，他只好折返南昌府，並獲得批准在此居住。
同年5月，利瑪竇在南昌府以60金買一間小屋，作臨時教堂傳教，取名聖堂。利瑪竇在南昌府居住了3年，廣泛交友，著書立說，先後撰著出版《交友論》、《西國記法》、《天主教實義》三部著作，在南昌封建士大夫階層中留下很大的影響。利瑪竇於1598年6月26日（萬曆26年）離開南昌府，再赴南京，當時南昌府已有信徒約200人。
1616年（萬曆44年），再有一批傳教士進入江西傳教，且深入江西的其他府縣。1664年（清康熙3年），南昌府內已有3間教堂，信徒約1,000人。在南城、贛州和吉安分別亦建有教堂，信徒約1,000千人。耶穌會、奧斯定會、方濟會、道明會先後進入江西傳教。
1696年10月15日，教宗諾森十二世重新劃分在中國傳教區的界線，組成3個教區及9個宗座代牧區（北京教區、南京教區、澳門教區、	福建宗座代牧區、浙江宗座代牧區、江西宗座代牧區、四川宗座代牧區、雲南宗座代牧區、湖廣宗座代牧區、貴州宗座代牧區、山西宗座代牧區、陝西宗座代牧區）。聖座從浙江江西宗座代牧區劃分出江西省，設立江西宗座代牧區，且由西班牙籍奧斯定會負責，白萬樂主教出任首任宗座代牧。可是，由於正直清朝禁教時間，傳教士未能進入中國傳教，宗座代牧區一直處於教座出缺狀態。乾隆年間禁教及教難更為嚴重，於1838年8月4日聖座撤銷江西宗座代牧區，再度合併為浙江江西宗座代牧區。

### 宗座代牧區時期
1846年3月27日，聖座再次將浙江江西宗座代牧區一分為二恢復江西宗座代牧區，並改由遣使會的法國籍會士負責，和德廣主教出任宗座代牧。1879年8月19日，聖座將江西宗座代牧區一分為二，成立江西北境宗座代牧區和江西南境宗座代牧區，繼續由遣使會法國籍會士負責，白振鐸主教出任宗座代牧。1885年8月28日，聖座從江西北境宗座代牧區劃出成立江西東境宗座代牧區。
1920年8月25日，聖座把江西北境宗座代牧區更名為九江宗座代牧區。1924年12月3日，聖座以教座所在地更名為南昌宗座代牧區。

### 總教區時期
1946年4月11日，聖座在中國設立聖統制，南昌宗座代牧區升格為南昌總教區，屬於江西教省。同年7月18日，周濟世出任為南昌總教區首任總主教。
1949年10月1日，中國共產黨在中國大陸地區建立中華人民共和國，並開始針對天主教進行宗教迫害及打壓，教會已經無法正常運作。1950年代，其他外籍傳教士先後被捕和驅逐出境，而需要由中國本地神父繼續管理教區內的教務。
1952年，由中國政府控制的中國天主教友愛會擅自把吉安教區併入南昌教區。1966年至1979年文化大革命期間，總教區內的所有宗教活動停止。1980年代初，總教區逐步恢復宗教活動，但江西省僅余的南昌、余江、贛州三個教區只有5名神父。1985年，愛國會擅自把江西全省各教區合併為江西教區，並自選自聖陳獨清為江西教區主教，未獲聖座承認。
1987年9月，吳仕珍自選自聖為江西教區助理主教，未獲聖座承認。1990年,吳仕珍獲時任教宗若望保祿二世寬恕及任命為南昌總教區正權主教。2009年7月，李穌光當選成為南昌總教區助理主教，後獲教宗認可及在同年10月31日晉牧。
2014年10月20日，總教區對善導聖母會的23位修女進行兩年特別培育後，認為未能達到預期效果，由李穌光主教簽署《關於撤銷天主教江西教區善導聖母修女會的決定及通知》決定將善導聖母會撤銷，唯修女不服決定並感到冤枉。教會法專家指出根據《天主教法典》616條和584條「主教沒有權撤銷一個修會，只有宗座有權」，且即使是教區立案的修會，主教也無權撤銷。
2020年10月30日，在南昌聖母無染原罪主教座堂舉行教區主教李穌光晉牧十週年暨慶祝新主教府奠基典禮。彌撒由南昌總教區李穌光主教主禮，昆明總教區主教馬英林、門教區主教沈斌和北京總教區主教李山等共祭。
2022年，彭衛照主教加入中國天主教愛國會，並於同年11月24日上午舉行江西教區輔理主教就職儀式。但聖座於同月26日發表公告表示「意外和遺憾」。因為聖座不承認江西教區，所以不存在江西教區輔理主教的就職。

## 教堂及朝聖地

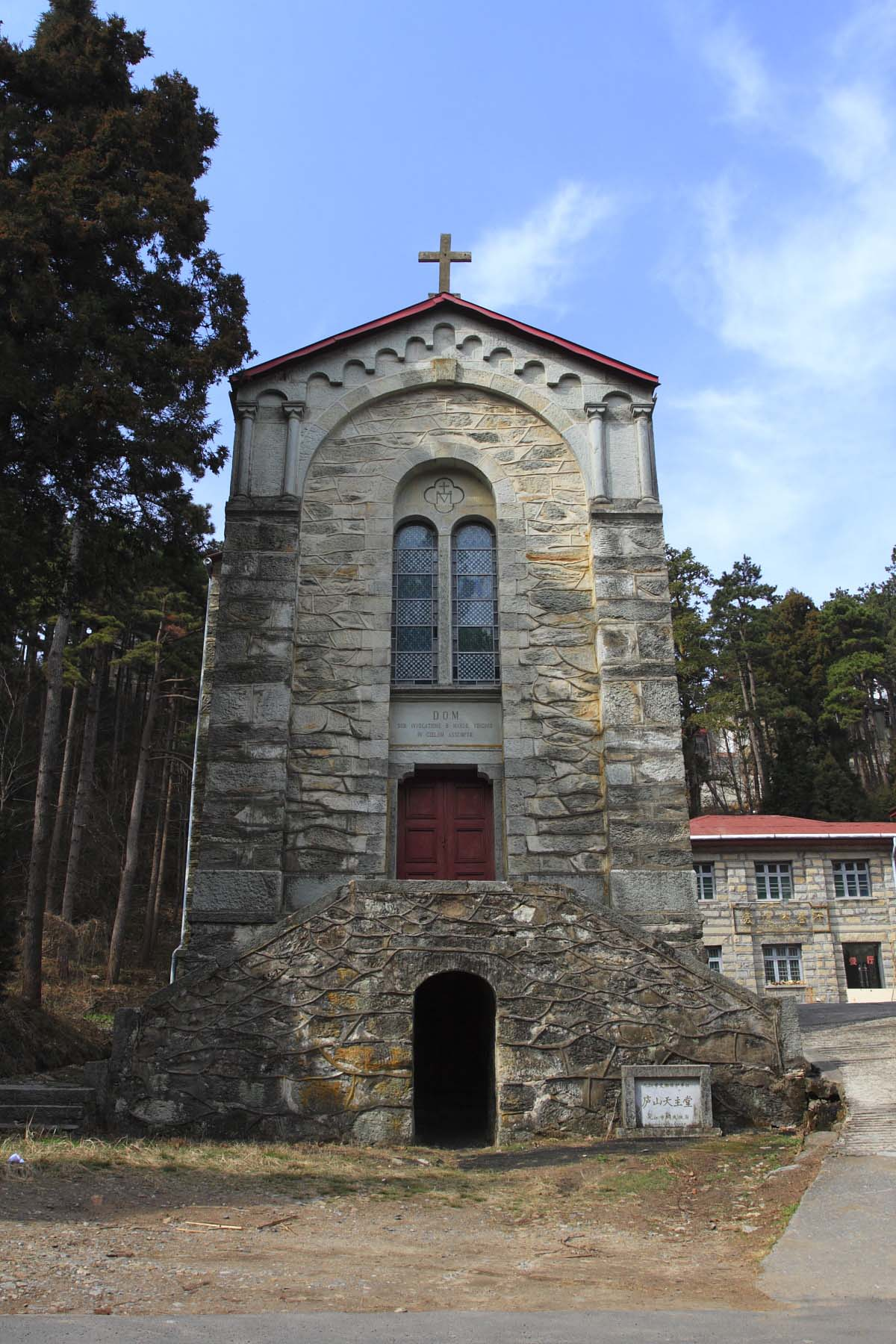
廬山天主堂正立面

- 松柏巷聖母無原罪主教座堂

松柏巷聖母無原罪主教座堂又稱為松柏巷天主堂及西湖天主堂，位於南昌市西湖區羅家塘82號。聖堂由法國籍孟德良神父建於1922年，聖堂使用羅馬式建築。文革期間被封閉及改作中共南昌市委黨校禮堂，後又改為南昌市西湖區人民政府禮堂。1986年主教座堂歸還給總教區，恢復宗教活動，分別在1989年、2008年及2018年兩度擴建及維修。2006年被列為江西省文物保護單位。
- 庐山天主堂

廬山天主堂位於九江市廬山香山路273號，建於1908年。聖堂依山而建，牆體與當地大多數廬山別墅一樣。聖堂內為地下室，大門上方為狹長玻璃窗，聖堂頂豎立着十字架。於1986年被列為九江市文物保護單位。

## 歷任主教

### 江西宗座代牧
- 白萬樂主教,O.S.A.（1698年10月20日-1709年3月20日）：西班牙籍[8]
- 教座出缺（1709年-1838年）
- 宗座代牧撤銷（1838年-1846年）
- 和德广主教,C.M.（1846年3月6日-1850年7月20日）：法國籍[9]
- 教座出缺（1850年-1852年）
- 田嘉璧主教,C.M.（1852年2月27日-1854年6月12日）：法國籍，1854年出任直隸北境宗座代牧[10]
- 顾方济主教,C.M.（1854年5月-1860年2月2日）：法國籍[11]
- 教座出缺（1860年-1865年）
- 安巴都主教,C.M.（1865年-1869年9月29日）：法國籍[12]
  - 助理宗座代牧戴济世主教,C.M.（1868年9月24日-1869年6月22日）：法國籍，1869年出任直隸西南宗座代牧。[13]
- 白振铎主教,C.M.（1870年3月15日-1879年8月19日）：法國籍[14]

### 江西北境宗座代牧
- 白振铎主教,C.M.（1879年8月19日-1905年9月4日）：法國籍
  - 助理宗座代牧郎守信主教,C.M.（1898年6月27日-1905年9月24日）：法國籍
- 郎守信主教,C.M.（1905年9月24日-1910年11月5日）：法國籍[15]
- 樊体爱主教,C.M.（1911年2月24日-1920年8月25日）：法國籍[16]

### 九江宗座代牧
- 樊体爱主教,C.M.（1920年8月25日-1924年12月3日）：法國籍

### 南昌宗座代牧
- 樊体爱,C.M.（1924年12月3日-1931年2月13日）：法國籍
- 杜保禄主教,C.M.（1931年7月3日-1944年2月19日）：法國籍[17]
- 教座出缺（1944年-1946年）

### 南昌總主教
- 周济世主教,C.M.（1946年7月18日-1972年）[18]
- 教座出缺（1972年-1990年）
  - 胡欽明神父（1958年-1970年？）1958年自選自聖，未獲聖座承認。
- 吴仕珍主教（1990年-2011年）：1987年9月6日自選自聖，1990年获教宗宽恕。[19][20]
  - 李稣光助理主教（2010年-2011年）
- 李稣光主教（2011年-現任）[21][22]
  - 彭衛照輔理主教（2022年11月24日-現任）：2014年秘密晉牧成為餘江教區主教，2022年被愛國會任命為江西教區輔理主教。[23][24][25][26][27]